# Mokotów (gmina)
Mokotów – dawna gmina wiejska istniejąca w latach 1867–1916 w guberni warszawskiej. Siedzibą władz gminy był Mokotów (obecnie część Warszawy).

## Historia
Gmina Mokotów powstała 13 stycznia 1867 roku w związku z reformą gminną w Królestwie Polskim. Należała do powiatu warszawskiego w guberni warszawskiej.
W oryginalnym składzie, oprócz Mokotowa, Sielc, Wierzbna, Henrykowa i Królikarni, gmina Mokotów obejmowała także Czerniaków, Szopy (Polskie i Niemieckie) i Siekierki (Wielkie i Małe). Gmina obejmowała także Pole Mokotowskie, stanowiące klin wdzierający się między gminy Pruszków i Czyste a Warszawę. Była to gmina wysoce zurbanizowana.
W 1903 roku folwark Mokotów-Murowanka włączono do Warszawy.
W 1909 roku Czerniaków, Szopy i Siekierki zostały włączone do gminy Wilanów. Po odłączeniu od gminy Mokotów tych wiejskich terenów, gmina funkcjonowała już de facto jako przedmieście Warszawy.
1 kwietnia 1916, na mocy rozporządzenia generał-gubernatora Hansa Hartwiga von Beselera, całą gminę Mokotów włączono do Warszawy.